# مارکلوویتسه
مارکلوویتسه (به لاتین: Marklowice) یک روستا در لهستان است که در گمینا مارکلوویتسه واقع شده‌است. مارکلوویتسه ۵٬۱۸۰ نفر جمعیت دارد.